# 熊本県道105号甲佐小川線
熊本県道105号甲佐小川線（くまもとけんどう105ごう こうさおがわせん）は、熊本県上益城郡甲佐町から宇城市に至る一般県道である。

## 概要

### 路線データ
- 起点：熊本県上益城郡甲佐町大字豊内（国道443号交点、熊本県道220号三本松甲佐線終点）
- 終点：熊本県宇城市小川町北海東（熊本県道32号小川嘉島線交点）

## 路線状況

### 重複区間
- 国道218号（下益城郡美里町萱野 - 下益城郡美里町中郡・神園交差点）

## 地理

### 通過する自治体
- 上益城郡甲佐町
- 下益城郡美里町
- 宇城市

### 交差する道路
| 交差する道路                        | 市町村名 | 市町村名 | 交差する場所 | 交差する場所 |
| ----------------------------------- | -------- | -------- | ------------ | ------------ |
| 国道443号 熊本県道220号三本松甲佐線 | 上益城郡 | 甲佐町   | 大字豊内     | 起点         |
| 国道218号 重複区間起点              | 下益城郡 | 美里町   | 萱野         |              |
| 国道218号 重複区間終点              | 下益城郡 | 美里町   | 中郡         | 神園交差点   |
| 熊本県道32号小川嘉島線              | 宇城市   | 宇城市   | 北海東       | 終点         |

### 沿線
- 甲佐町立甲佐小学校
- 甲佐町役場
- 緑川
- 白石野越